# Géronimo (voilier)
Pour les articles homonymes, voir Geronimo (homonymie).
Géronimo est un trimaran, conçu par VPLP (Marc Van Peteghem / Vincent Lauriot-Prévost) et construit aux chantiers Multiplast de Vannes et JMV Industries de Cherbourg avec le partenariat de Schneider Electric et de Capgemini. Il a été baptisé le samedi 29 septembre 2001 à Brest par Marie Tabarly. Son port d'attache est Brest.

## Caractéristiques techniques de Géronimo
| Mise à l'eau                               | 2001 |
| Longueur                                   | 33,80 mètres                                                                                                |
| Longueur à la flottaison                   | 32 mètres                                                                                                   |
| Largeur                                    | 17 mètres                                                                                                   |
| Hauteur à la flottaison                    | 42 mètres                                                                                                   |
| Mât en fibres de carbone monolithique      | 39 mètres                                                                                                   |
| Longueur de la bôme                        | 21 mètres                                                                                                   |
| Déplacement configuration course           | 20 tonnes                                                                                                   |
| Déplacement configuration circumnavigation | 20 tonnes                                                                                                   |
| Voilure au près                            | 535 m2 |
| Voilure au portant                         | 925 m2 |
| Voiles                                     | Grand-voile en Cuben Fiber de 390 m2 3 gennakers dont 1 de 380 m2 1 solent de 170 m2 1 trinquette de 100 m2 |
| Moment de redressement                     | 230 tonnes x mètres                                                                                         |
| Tirant d'eau sans dérive                   | 1 mètre |
| Tirant d'eau avec dérive                   | 5 mètres |
| Équipiers                                  | 10 |

## Sodebo Ultim': adaptation à la navigation en solitaire
Géronimo est racheté par Sodebo en février 2013 à Olivier de Kersauson, après six ans d'inactivité et prend le nom de Sodebo Ultim’, pour être skippé par Thomas Coville. 

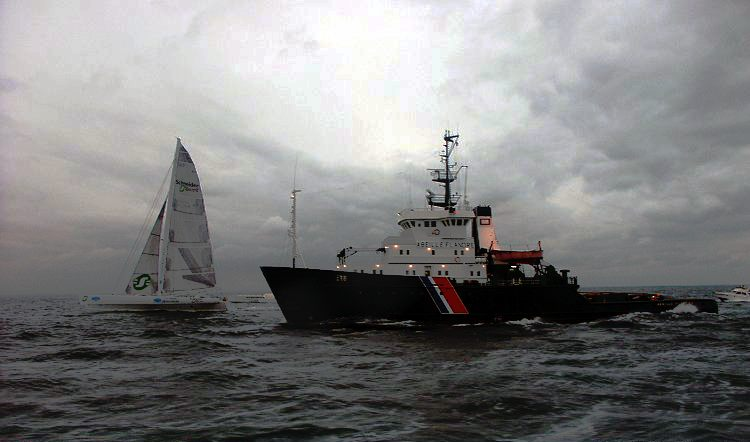
Le trimaran Géronimo, skippé par Olivier de Kersauson, coupe la ligne d'arrivée du Trophée Jules Verne en vainqueur. À ses bords se trouve le remorqueur Abeille Flandre.

## Palmarès et records
Le 29 avril 2004, après 63 jours et 13 heures 59 minutes et 46 secondes, Olivier de Kersauson reprend le trophée Jules-Verne à Bruno Peyron (routeur : Pierre Lasnier).